# Aurélien (empereur romain)
Pour les articles homonymes, voir Aurélien.
 (juin 2015).
Aurélien (Imperator Cæsar Lucius Domitius Aurelianus Pius Felix Augustus, Germanicus Maximus, Gothicus Maximus, Carpicus Maximus, Dacicus Maximus, Arabicus Maximus, Palmyrenus Maximus), né le 9 septembre 214/215 à Sirmium et mort assassiné en septembre 275 à Caenophrurium, est un empereur romain qui règne de l'été 270 à sa mort.
Originaire d'un milieu modeste en Pannonie, il entre dans l'armée romaine en 235 où il gravit les échelons. Les légions de Sirmium le proclament empereur à la mort de Claude II, en mai 270.
Les premières années de son règne sont marquées par des campagnes militaires victorieuses contre les peuples « barbares » tels que les Goths ou les Vandales, ainsi que par la construction du mur d’Aurélien autour de Rome. Aurélien entreprend ensuite de rétablir les anciennes frontières de l’Empire romain, en annexant l'Empire palmyrénien en 273 puis l'Empire des Gaules en 274.
Revenu à Rome, il introduit une nouvelle monnaie, l’Aurelianus, afin de freiner la dévaluation monétaire, puis institutionnalise la fête de Sol Invictus le 25 décembre. Alors qu’il se rend en Perse pour y attaquer l’Empire sassanide, il est assassiné par sa garde prétorienne en 275.
Sur les documents officiels, Aurélien est désigné comme dominus et deus (« maître et dieu »), ce qui est inédit pour un empereur. Le Sénat le qualifie également de Restitutor Orbis (« Restaurateur du Monde »). Ses succès auront joué un rôle déterminant dans la fin de la crise du troisième siècle.

## Jeunesse
De nombreux détails sur les débuts d'Aurélien proviennent de l'Histoire Auguste et sont considérés comme peu fiables. Le chroniqueur grec Jean Malalas écrit qu'il est mort à l'âge de 61 ans, donc né en 214. Aurélien serait né le 9 septembre, date écrite dans le Chronographe de 354.
L'Histoire Auguste le décrit comme un Pannonien de Sirmium, tandis que Jean Xiphilin situe son lieu de naissance autour de la Macédoine. Aurélien serait un Illyrien comme plusieurs autres empereurs de la fin du IIIe siècle (empereurs illyriens), qui partageaient tous une formation militaire commune.  
Aurelius Victor décrit son père comme un colonus (fermier) qui travaillait les terres d'un sénateur nommé Aurelius. Le père d'Aurélien était probablement un vétéran de l'armée romaine. Il épousa la fille d'Aurelius, dont Aurélien reçut le nom par sa mère. L'Histoire Auguste la décrit comme « prêtresse du Sol », dont Aurélien promut le culte comme empereur (Sol Invictus). Cela pourrait expliquer la dévotion au dieu solaire qu'Aurélien manifestait en tant qu’empereur.
Aurélien épouse Ulpia Severina, originaire de Dacie, avec qui il a une fille.

## Carrière militaire
Il est communément admis qu'Aurélien s'est engagé dans l'armée en 235 vers l'âge de vingt ans. On suppose également qu'en tant que membre du rang le plus bas de la société – bien que citoyen  – il se serait enrôlé dans les rangs des légions. Les succès d'Aurélien en tant que commandant de cavalerie en firent finalement un membre de l'entourage de l'empereur Gallien. En 268 ou 269, Aurélien et sa cavalerie participèrent à la victoire de l'empereur Gallien sur les Goths à la bataille de Naissus.
Sous le règne de Claude II, Aurélien continue de gravir les échelons. Il reçoit rapidement le commandement de la cavalerie d'élite dalmate.  Au début de 269, Claude II et Aurélien marchent vers le nord pour rencontrer les Alamans, les battant à la bataille du lac Benacus. Par la suite, Claude envoie Aurélien dans les Balkans pour contenir l'invasion des Goths. Aurélien les intercepte et pousse les Goths à battre en retraite en Mésie.
Ignorant les conseils d’Aurélien, Claude II envoie seulement de l’infanterie contre les Goths, erreur qui s’avère lourde de conséquences. Aurélien chargea finalement avec sa cavalerie dalmate à hauteur des montes Haemus. Les Goths réussirent néanmoins à s'échapper et poursuivirent leur marche à travers la Thrace. L'armée romaine a continué à suivre les Goths au printemps et à l'été 270. Pendant ce temps, une peste dévastatrice a balayé les Balkans, tuant de nombreux soldats des deux armées.
Claude II tomba malade alors qu'il marchait vers la bataille et retourna à son quartier général régional de Sirmium, laissant Aurélien responsable des opérations contre les Goths. Aurélien utilisa sa cavalerie avec beaucoup d'effet, divisant les Goths en petits groupes plus faciles à gérer. À la fin de l'été, les Goths furent vaincus : tous les survivants furent dépouillés de leur butin et enrôlés dans l'armée, ou bien engagés comme agriculteurs dans les régions frontalières. Aurélien n'eut pas le temps de savourer ses victoires ; fin août, la nouvelle arriva de Sirmium que Claude II était mort.

## Règne

### La lutte contre les barbares
À la suite de la mort de Claude II, son frère Quintillus est proclamé empereur avec le soutien du Sénat. Cependant, certaines fractions de l'armée refusent de le reconnaître, en particulier les légions commandées par Aurélien, qui proclament celui-ci empereur à Sirmium, en septembre 270. Après avoir battu les troupes de Quintillus — qui est tué —, Aurélien est finalement légitimé et reconnu empereur par le Sénat. L'affirmation qu'il aurait été choisi comme successeur par Claude le Gothique sur son lit de mort est certainement fausse et relève d'une propagande développée vers 272, mais Aurélien fait toujours commencer ses « dies imperii » du jour de la mort de Claude, confirmant ainsi qu'il considère Quintillus comme illégitime.
Quand Aurélien prend le pouvoir, l’Empire romain est encore divisé en trois, la Gaule et la Bretagne obéissent à l’empire des Gaules, et l’empire de Palmyre contrôle la partie orientale de l’Empire romain. De plus, si les Goths viennent d’être sévèrement battus par Claude II le Gothique, d’autres Germains menacent encore.
Les attaques de 268-270 ayant révélé que Rome et l'Italie pouvaient être menacées, Aurélien commence la construction d'une nouvelle enceinte solide autour de la capitale — appelée le mur d'Aurélien — qui sera achevée durant le règne de Probus (276-282). Maxence et Honorius, ainsi que quelques autres empereurs, renforcent la muraille, notamment en la dotant d'un étage supplémentaire. De nombreux vestiges en sont encore visibles aujourd'hui.
En janvier 271, les Alamans se dirigent vers l'Italie, pénétrant dans la plaine du Pô et saccageant les villages ; ils occupent Placentia et se dirigent vers Fano. Aurélien, qui était en Pannonie pour affronter les Vandales, entre rapidement en Italie, mais son armée subit une embuscade près de Placentia. Lorsque la nouvelle de la défaite arrive à Rome, elle provoque un vent de panique, mais Aurélien attaque les Alamans qui campent près du fleuve Métaure. Les obligeant à repasser le fleuve Pô, Aurélien les mit finalement en déroute à Pavie. Pour cela, il reçut le titre de Germanicus Maximus.
L'empereur mena ses légions dans les Balkans, où il vainquit les Goths près du Danube, tuant le chef Cannabaudes et prenant le titre de Gothicus Maximus. Une petite partie des Goths est autorisée à s'installer dans l'Empire romain. La Dacie, difficile à protéger, est abandonnée en 275 : les réfugiés sont autorisés à s'installer en Mésie, dans des secteurs qui reçoivent alors le nom de Dacie ripuaire et Dacie méditerranéenne.
À Rome même, Aurélien en 271 déclenche une dure répression contre l'atelier monétaire, coupable de fraude sur l'émission des monnaies — fraude dont le détail est mal connu : soit rognage des flans, soit dégradation des types monétaires,.

### Le rétablissement de l'unité de l'Empire

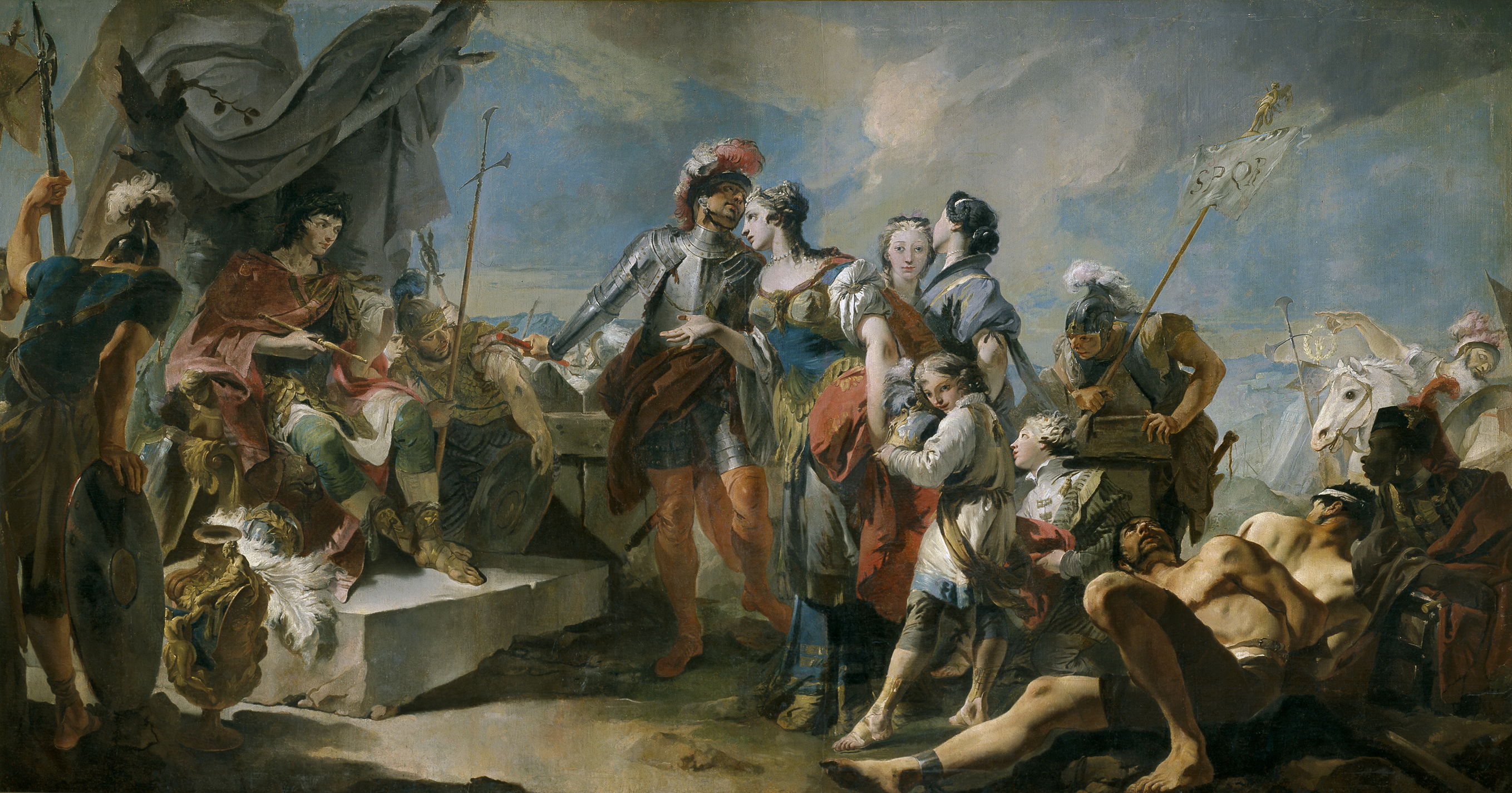
La Reine Zénobie devant l'empereur Aurélien
Giambattista Tiepolo vers 1717
Musée du Prado, Madrid

En 272, Aurélien tourne son attention vers les provinces orientales ayant fait sécession, l'Empire palmyréen, gouverné par Zénobie et englobant la Syrie, la Palestine, l'Égypte et une grande partie de l'Anatolie. La reine a interrompu l'exportation de céréales vers Rome et, en quelques semaines, les Romains ont commencé à manquer de pain.
L’Anatolie fut facilement récupérée ; toutes les villes, à l'exception de Byzance et de Tyane, se rendirent à lui sans grande résistance. En six mois, ses armées se tenaient aux portes de Palmyre, qui se rendit lorsque Zénobie tenta de fuir vers l'Empire sassanide. Finalement, Zénobie et son fils sont capturés. Une fois les réserves de céréales renvoyées à Rome, les soldats d'Aurélien distribuèrent du pain gratuit aux citoyens de la ville et l'empereur fut salué comme un héros par ses sujets. La riche province d'Égypte est également récupérée par Aurélien.
Après un bref affrontement avec les Perses et un autre en Égypte contre l'usurpateur Firmus, Aurélien fut obligé de retourner à Palmyre en 273 lorsque cette ville se rebella une fois de plus. Cette fois, Aurélien permit à ses soldats de mettre la ville à sac. D'autres honneurs lui sont attribués ; il fut désormais connu sous le nom de Parthicus Maximus et Restitutor Orientis (« Restaurateur de l'Est »).
Ayant rétabli la domination impériale sur l’Orient, Aurélien se tourne vers l'Empire des Gaules en 274. Aurélien a gagné cette campagne en grande partie grâce à la diplomatie : Tetricus Ier, l'Empereur des Gaules, était prêt à capituler pour permettre à la Gaule et à la Grande-Bretagne de revenir dans l'Empire, mais ne pouvait pas se soumettre ouvertement à Aurélien. Au lieu de cela, les deux semblent avoir conspiré de telle sorte que lorsque les armées se rencontrèrent à la bataille de Châlons durant l'automne, Tetricus déserte simplement vers le camp romain et Aurélien triomphe facilement de l'armée gauloise qui lui fait face.
En 274, Aurélien revient en vainqueur à Rome, où il remporte son dernier titre honorifique du Sénat – Restitutor Orbis (« Restaurateur du monde »). Il célèbre un triomphe où figurent les captifs vaincus, dont Zénobie et son fils, ainsi que Tetricus. Après cette démonstration, ces derniers seront traités avec clémence : Zénobie et son fils auraient vécu à Tibur, l'ancienne reine aurait épousé un sénateur romain. Tetricus devient lui-même sénateur et administrateur en Italie.

### Une œuvre administrative non négligeable
Aurélien montre de grandes qualités d'homme d'État. Ses réformes prennent place après les grandes campagnes militaires.
Il cherche à remédier à la crise monétaire. Grâce aux métaux précieux rapportés de Palmyre, à la reprise de contrôle des mines d’Hispanie et de Bretagne et à de meilleures rentrées fiscales, il fait battre une monnaie de bronze argenté de meilleure allure, nommée l’Aurelianus, en rappel de son nom. Cette monnaie dure une vingtaine d’années jusqu’à la réforme monétaire de Dioclétien (voir monnaie romaine). Cette monnaie pouvait se retrouver sous la forme d'une pièce de monnaie coupée en deux, ce qui faisait un demi-Aurelianus et rappelait les demi-sesterces des règnes d'Auguste et de Tibère.
Il s'efforce en outre de satisfaire aux exigences de la plèbe en améliorant le ravitaillement alimentaire de la Ville (il remplace les distributions de blé par des distributions de pain). Dans le même but, il organise les corporations de bateliers du Tibre, de boulangers et de bouchers en liant définitivement leurs membres à leur métier. Il est également attribué à Aurélien l’augmentation de la taille des miches de pain sans hausse de prix.
On pense qu'Aurélien a mis fin au programme alimenta de Trajan. Le préfet romain Titus Flavius Postumius Quietus fut le dernier responsable connu de l'alimenta, en 271. Si Aurélien « a effectivement supprimé ce système de distribution alimentaire, il avait très probablement l'intention de mettre en œuvre une réforme plus radicale ». En effet, à cette époque, Aurélien remplaça la distribution de céréales par une distribution de pain, de sel et de porc, ainsi que des prix subventionnés pour d'autres produits comme l'huile et le vin.

### L'idéologie impériale et le culte du Dieu Soleil

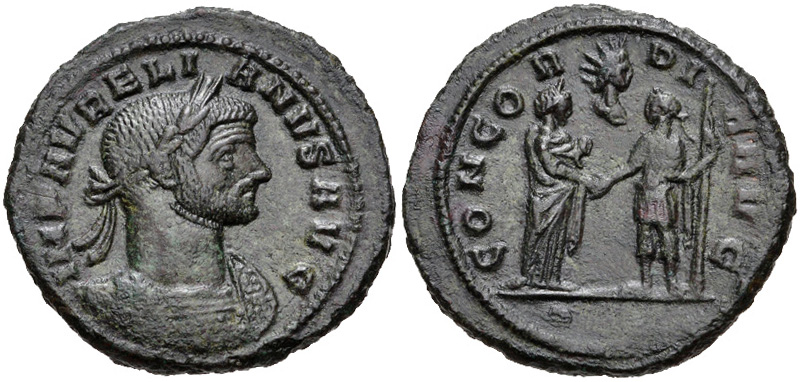
Revers : Aurélien et son épouse Séverine, placée sous la protection d'un buste du Soleil radié.

Aurélien aurait eu diverses influences religieuses : sa mère aurait été une prêtresse du Soleil en Pannonie. L'Histoire Auguste en fait le témoin d'une apparition miraculeuse d'Apollonius de Tyane qui lui aurait promis la victoire sur Zénobie s'il épargnait la cité de Tyane et ses habitants. Selon André Chastagnol, l'Histoire Auguste parodie la vision de Constantin Ier racontée par Eusèbe de Césarée, opposant le miracle païen d'Apollonius de Tyane au miracle chrétien.
L'idéologie impériale poursuit son évolution vers un pouvoir étroitement lié à un divin de tendance syncrétiste et monothéiste. Aurélien institutionnalise le culte solaire de Sol Invictus, divinité très populaire dans les armées du Danube, et à laquelle peuvent adhérer aussi bien les Orientaux adorateurs de Baal d'Émèse que les élites cultivant le néo-platonisme. Sur le Champ de Mars à Rome, un grand temple est dédié au dieu solaire, orné des dépouilles de Palmyre et desservi par un nouveau collège de prêtres, les Pontifices Solis. Le 25 décembre est inscrit au calendrier comme fête de la naissance de Sol Invictus (Dies Natalis Invicti Solis). En même temps, Aurélien s'identifie personnellement à cette divinité suprême au moyen de qualifications comme « deus » (Dieu), qui figure sur différentes inscriptions, et « deus et dominus natus » (né Dieu et Seigneur), sur de rares monnaies,,. Selon l'Épitomé de Cæsaribus, cette glorification s'accompagne du port du diadème par Aurélien — une première pour un empereur romain — ce qui toutefois ne se retrouve pas sur ses profils monétaires, sur lesquels il porte la couronne de laurier ou la couronne radiée.

## L'assassinat d'Aurélien
En 275, Aurélien marche vers l'Anatolie, se préparant à une nouvelle campagne contre les Perses, dans le but de reprendre la Mésopotamie. Les décès des rois Shapur Ier (272) et Hormizd Ier (273) ouvrent la voie vers une nouvelle expédition. Sur son chemin, il réprime une révolte en Gaule – peut-être contre Faustinus, un officier ou usurpateur de Tetricus – et combat des barbares à Vindelicia.
Aurélien est alors assassiné près de Byzance, à Cænophrurium,, (actuel Çorlu, en Thrace orientale), en septembre. Il aurait été victime de la peur que sa sévérité inspire à son entourage : tout manquement au devoir est suivi d’une exécution. Mnestée (Eros Mnesteus), l'un de ses secrétaires, avait menti sur un sujet mineur. Craignant ainsi d’être puni, il rédige en imitant l’écriture d’Aurélien un ordre d’exécution de plusieurs officiers, et le fait circuler parmi ceux-ci. Abusés, les officiers assassinent Aurélien pour protéger leur vie. Le successeur d’Aurélien, Marcus Claudius Tacite, le fait diviniser et fait exécuter les meurtriers du défunt empereur.
Il existe des preuves que l'épouse d'Aurélien, Ulpia Severina, qui avait été déclarée Augusta en 274, a dirigé l'empire de son propre chef pendant un certain temps après sa mort, bien que cela ne soit que spéculatif. Des sources font allusion à un interrègne entre la mort d'Aurélien et l'élection de Marcus Claudius Tacite comme son successeur. De plus, certaines pièces d'Ulpia semblent avoir été frappées après la mort d'Aurélien.

## Noms successifs
- Vers 215, naît Lucius Domitius Aurelianus ;
- 270, accède à l'Empire : Imperator Cæsar Lucius Domitius Aurelianus Pius Felix Invictus Augustus ;
- 275, gagne les surnoms Germanicus Maximus Gothicus Maximus Carpicus Maximus Persicus Maximus ;
- 275, titulature à sa mort : Imperator Cæsar Lucius Domitius Aurelianus Pius Felix Invictus Augustus Germanicus Maximus Gothicus Maximus Carpicus Maximus Persicus Maximus, Pontifex Maximus, Tribuniciæ Potestatis VI, Consul III, Imperator VI, Pater Patriæ.

### Sources antiques
- André Chastagnol (traduction et commentaires de), Histoire Auguste : les empereurs romains des IIe et IIIe siècles, Paris, Robert Laffont, coll. « Bouquins », 1994, 1244 p. (ISBN 978-2-221-05734-6).
- Aurélius Victor (trad. Pierre Dufraigne), Livre des Césars, Paris, Les Belles Lettres, 1975, 64 p.
- Eutrope, Abrégé de l'histoire romaine.

### Travaux modernes

#### Historiographie
- PIR², D 135.
- Edward Gibbon, Histoire du déclin et de la chute de l'Empire romain : 1. Rome de 96 à 582 [« The History of the Decline and Fall of the Roman Empire »], Paris, Robert Laffont, 1987, 1187 p. (ISBN 978-2-221-01252-9).

#### Ouvrages en anglais
- (en) A. H. M. Jones, J. R. Martindale et J. Morris, The Prosopography of the later Roman Empire: I, A.D. 260-395, vol. I, Cambridge, Cambridge University Press, 1971 (réimpr. 1975, 1997 et 2001), 1152 p. (ISBN 978-0-521-07233-5, présentation en ligne).
- (en) Alaric Watson, Aurelian and the Third Century, Londres et New York, Routledge, 1999, 303 p. (ISBN 978-0-415-07248-9).
- (en) John White, The Roman Emperor Aurelian: Restorer of the World, Casemate Publishers and Book Distributors, 2015 (ISBN 978-1-4738-4569-5, lire en ligne)

#### Ouvrages en français
- Jean-Michel Carrié et Aline Rousselle, L'Empire romain en mutation : des Sévères à Constantin, 192-337, Paris, Éditions du Seuil, 1999, 839 p. (ISBN 978-2-02-025819-7).
- Eugen Cizek, L'empereur Aurélien et son temps, Paris, Les Belles Lettres, 1994, 310 p. (ISBN 978-2-251-38026-1).
- Michel Christol et Daniel Nony, Rome et son empire, des origines aux invasions barbares, Paris, Hachette, 2003 (1re éd. 1974), 300 p. (ISBN 978-2-01-145542-0).
- Georges Depeyrot, La monnaie romaine, 211 av. J.-C. - 476 apr. J.-C., Paris, Edition Errance, 2006, 316 p. (ISBN 978-2-87772-330-5)
- Léon Homo, Essai sur le règne de l'Empereur Aurélien (270-275), Paris, Albert Fontemoing éditeur, coll. « Bibliothèque des Écoles françaises d'Athènes et de Rome no 89 », 1904, 390 p.
- Xavier Loriot et Daniel Nony, La Crise de l'Empire romain : 235-285, Paris, Armand Colin, 1997, 303 p. (ISBN 978-2-200-21677-1).
- Paul Petit, Histoire générale de l’Empire romain : La crise de l'Empire (des derniers Antonins à Dioclétien), Paris, Éditions du Seuil, coll. « Points-Histoire », 1974, 800 p. (ISBN 978-2-02-004970-2).
- Marie-Henriette Quet (dir.), La « Crise » de l'Empire romain de Marc Aurèle à Constantin : mutations, continuités, ruptures, Paris, PUPS, coll. « Passé Présent », 2006, 715 p. (ISBN 978-2-84050-465-8, présentation en ligne).

#### Articles
- Valérie Allard, « La Vita Aureliani. Approche critique d’une source biographique de la fin du IVe siècle », Hypothèses, sur Cairn.info, 2000 (ISBN 2-85944-414-9).
- Michel Christol et Marie Jannière, « Aurélien, magnus et perpetuus imperator sur les milliaires de l'Occident romain (CIL, XIII, 8997 = CIL, XVII, 3, 404 ; AE, 1983, 696) », Cahiers du Centre Gustave Glotz, no 12,‎ 2001, p. 269-274 (lire en ligne).
- Sylviane Estiot, « Aureliana », Revue numismatique, 6e série, t. 150,‎ 1995, p. 50-94 (lire en ligne)
- Jean Lafaurie, « Réformes monétaires d'Aurélien et de Dioclétien », Revue numismatique,‎ 1975, p. 73-138 (lire en ligne).
- Michel Molin, « Haud dissimilis Magno Alexandro seu Cæsari dictatori : l'empereur Aurélien », Cahiers du Centre Gustave Glotz,, no 10,‎ 1999, p. 347-354 (lire en ligne).
- Ernest Will, « Une figure du culte solaire d'Aurélien : Jupiter Consul vel Consulens », Syria,‎ 1959, p. 193-201 (lire en ligne).
- (en) R. A. G. Carson, « The reform of Aurelian », Revue numismatique, 6e série, t. 7,‎ 1965, p. 225-235 (lire en ligne).